# 沖縄バス親慶原出張所

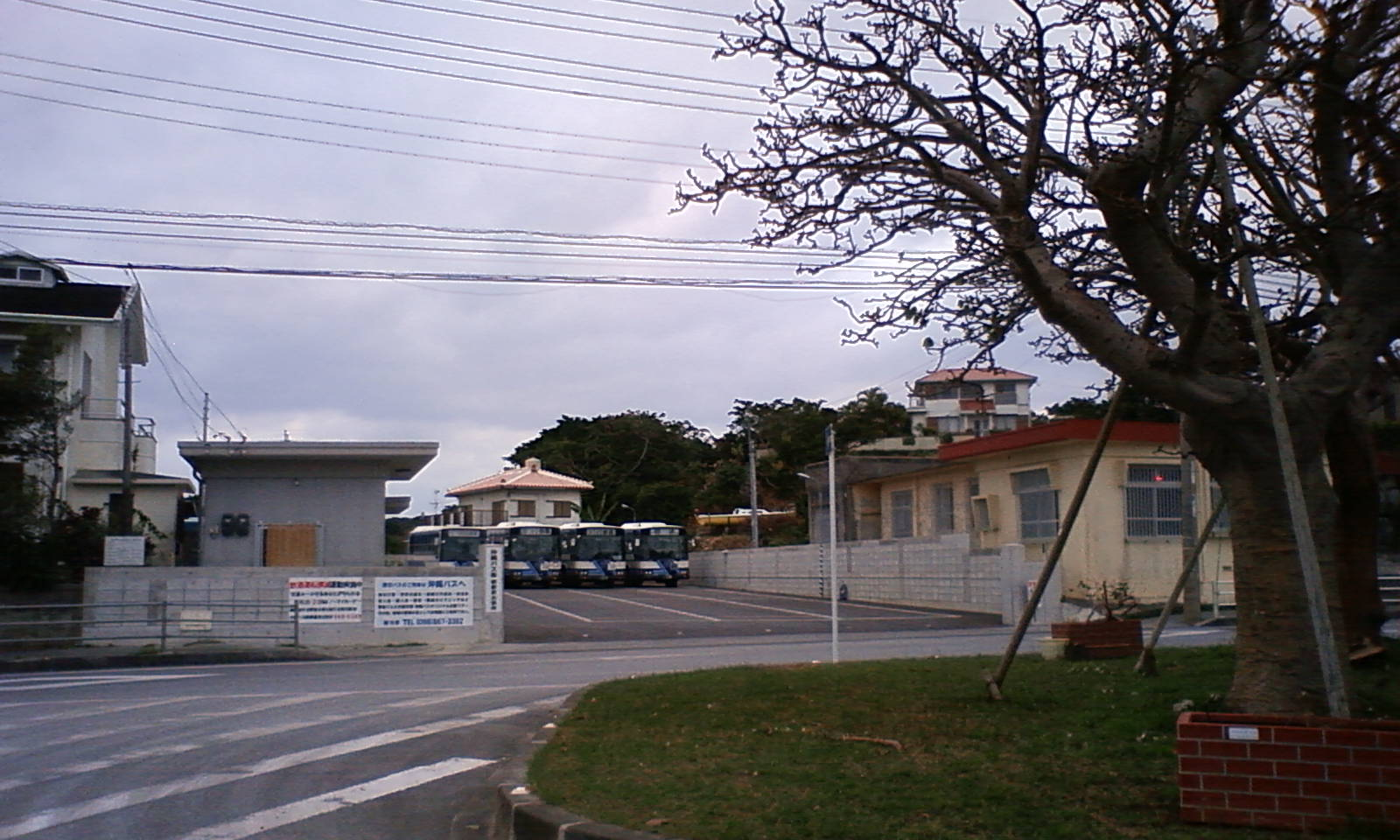
沖縄バス親慶原出張所

沖縄バス親慶原出張所（おきなわバス おやけばるしゅっちょうしょ）は、沖縄県南城市玉城字親慶原にあった沖縄バスの出張所である。

## 概要
以前は駐車場（駐機場）扱いであったが、2008年（平成20年）の初め頃から拡張工事が行われ、同年7月初め頃に駐車場から出張所に昇格した。
36番（糸満〜新里線）と41番（つきしろの街線）、39番（百名線）の一部と40番（大里線）の一部の便の起終点地であり、親慶原所属車両の車庫となっている。なお、当出張所を発着しないが、親慶原所属40番の車両は109番（大里（真境名）線）の一部の便の運行も担当しており、出張所廃止時点の使用路線は4路線だが管轄路線は5路線であった。
また、ここの出張所の停留所名は、親慶原出張所ではなく親慶原になっている。なお、39番（百名線）の新原ビーチ行きは出張所内には乗り入れなかった。

## 沿革
- 1964年9月 - 開設[1]。
- 2008年はじめ頃 - 拡張工事開始。
- 2008年7月 - 親慶原駐車場から親慶原出張所に昇格。
- 2008年12月23日 - 39番（百名線）に親慶原折り返しが新設に伴い乗り入れ開始。
- 2010年8月28日 - 36番（糸満〜新里線）と41番（つきしろの街線）が路線延長に伴い乗り入れ開始。
- 2019年10月1日 - 南城市内の路線バス再編に伴い、出張所を南城市役所内に新設した南城出張所へ移転するため廃止[2]。出張所付近の道沿いに「小羊保育園前」バス停を代替として新設。

## 構造
- 出張所の入口に事務所が設置されていた。バスが15台ほど駐車できる広さがあった。

## 周辺
- 親慶原簡易郵便局
- ローソン親慶原店
- ファミリーマート玉城親慶原店
- 航空自衛隊知念分屯基地
- 沖縄刑務所
- 琉球ゴルフ倶楽部
- 沖縄県立玉城少年自然の家
- ENEOS親ヶ原給油所
- 親慶原コミュニティーセンター
- 沖縄県営親慶原団地
- 琉球舞踊館うどい

## 接続していた路線
出張所廃止時点で乗り入れていた路線は以下のとおり。親慶原出張所内に乗り入れるのは36番と39番の親慶原止まり便と40番の親慶原発着便と41番だけだったが、付近に同名のバス停があり、こちらには39番の本線が停車していた。路線の詳細は沖縄本島のバス路線を参照。
- 36番・糸満〜新里線
  - 志多伯経由（本線）：親慶原出張所 - 休暇センター入口 - 新里 - 馬天 - 与那原 - 大里入口 - 稲嶺十字路 - 東風平 - 志多伯入口 - 糸満バスターミナル
  - 富盛経由：親慶原出張所 - 休暇センター入口 - 新里 - 馬天 - 与那原 - 大里入口 - 稲嶺十字路 - 東風平 - 富盛 - 糸満バスターミナル
- 39番：百名線
  - 新原行き（本線）：新原 - 百名 - 親慶原 - 馬天 - 与那原 - 兼城十字路 - 国場 - 古波蔵 - 開南 - 那覇バスターミナル
  - 休暇センター経由、新原行き：新原 - 百名 - 親慶原 - 休暇センター - 馬天 - 与那原 - 兼城十字路 - 国場 - 古波蔵 - 開南 - 那覇バスターミナル
  - 親慶原行き：親慶原出張所 - 馬天 - 与那原 - 兼城十字路 - 国場 - 古波蔵 - 開南 - 那覇バスターミナル
- 40番：大里線（那覇バスターミナル方面）
  - グリーンタウン経由、親慶原行き：親慶原出張所 - 大城 - 大里グリーンタウン - 仲程 - 照屋 - 兼城十字路 - 国場 - 沖縄大学前 - 寄宮 - 開南 - 那覇バスターミナル
  - 第二団地経由、親慶原行き：親慶原出張所 - 大城 - 第二団地前 - 仲程 - 照屋 - 兼城十字路 - 国場 - 沖縄大学前 - 寄宮 - 開南 - 那覇バスターミナル
- 41番・つきしろの街線
  - 本線：親慶原出張所 - つきしろの街 - 親慶原 - 馬天 - 与那原 - 兼城十字路 - 国場 - 古波蔵 - 開南 - 那覇バスターミナル
  - 休暇センター経由：親慶原出張所 - つきしろの街 - 親慶原 - 休暇センター - 馬天 - 与那原 - 兼城十字路 - 国場 - 古波蔵 - 開南 - 那覇バスターミナル

39番の新原ビーチ発着の場合、出張所内には入らず、近くの「親慶原」バス停を利用。また、41番は親慶原行きの場合は近くのバス停「親慶原」を利用し、つきしろの街を循環し、近くのバス停「親慶原」を利用せずに出張所内に入る。那覇行きの場合は逆となっていた。

## 隣のバス停
- 2019年10月廃止時点
  - 39番（百名線）本線
つきしろの街入口 - 親慶原 - 親慶原入口
  - 36番（糸満〜新里線）・39番（百名線）親慶原止まり・41番（つきしろの街線）
親慶原 - 親慶原入口
  - 40番（大里線）親慶原発着
親慶原 - 第二喜良原
- 2019年10月以降
  - 50番（百名（東風平）線。琉球バス交通運行）・コミュニティバス「Nバス」A・B・D・F3ルート
つきしろの街入口 - 親慶原 - 親慶原入口
  - ※50番はつきしろの街入口方向のみ、NバスF3ルートは親慶原入口方向のみ運行
  - 40番（大里線）・309番（大里結の街線）・NバスC・D・Fルート
第二喜良原 - 小羊保育園前 - 親慶原入口
  - ※NバスF3ルートは第二喜良原方向のみ、NバスF2ルートは親慶原入口方向のみ運行